# Luis Cordero (homme politique)
Pour les articles homonymes, voir Luis Cordero.
Luis Cordero Crespo (1833-1912) est un homme d'État, président de  l'Équateur de 1892 à 1895.
Successeur d'Antonio Flores Jijón, il démissionne en 1895 à la suite du scandale politico-financier dit de la venta de la bandera (vente du drapeau). Comme ses prédécesseurs Flores Jijón et Caamaño, il se rattache au courant dit progressiste, une tentative de compromis entre les positions conservatrices qui étaient celles de Gabriel García Moreno, et les aspirations libérales portées notamment par Eloy Alfaro, qui lui succèdera indirectement en 1895.
Outre ses activités politiques, Cordero se distingue par ses travaux comme botaniste, comme poète, et comme spécialiste de la langue kichwa parlée par de nombreux indigènes d'Équateur, langue qu'il avait apprise dès son enfance passée dans la région de Cuenca. Outre plusieurs œuvres poétiques, on lui doit également un dictionnaire kichwa-espagnol.
Renversé par le général Eloy Alfaro lors de la révolution libérale, il fut le dernier président de la seconde république équatorienne. 
Exilé, il meurt en France en 1912.